# 2006 na política

## Nascimentos
| Data | Nome | Profissão | Nacionalidade | Observações | Ref |
| ---- | ---- | --------- | ------------- | ----------- | --- |

## Mortes
| Data           | Nome                             | Profissão                               | Nacionalidade   | Observações | Ref |
| -------------- | -------------------------------- | --------------------------------------- | --------------- | ----------- | --- |
| 8 de Janeiro   | Tony Banks                       | político                                | Reino Unido     | n. 1943     |     |
| 15 de Janeiro  | Jaber Al-Ahmad Al-Jaber Al-Sabah | emir                                    | Kuwait          | n. 1926     |     |
| 24 de Janeiro  | Ibrahim Rugova                   | presidente                              | Kosovo          | n. 1944     |     |
| 27 de Janeiro  | Nivaldo Machado                  | político                                | Brasil          | n. 1921     |     |
| 11 de Março    | Slobodan Milošević               | presidente                              | Sérvia          | n. 1941     |     |
| 14 de Março    | Lennart Meri                     | político                                | Estónia         | n. 1929     |     |
| 1 de julho     | Ryutaro Hashimoto                | Primeiro-Ministro                       | Japão           | n. 1937     |     |
| 7 de Julho     | Dante de Oliveira                | governador e deputado federal           | Brasil          | n. 1952     |     |
| 10 de Julho    | Shamil Bassaiev                  | guerrilheiro e político                 | União Soviética | n. 1965     |     |
| 16 de Agosto   | Alfredo Stroessner               | político e presidente                   | Paraguai        | n.1913      |     |
| 10 de Setembro | Taufa'ahau Tupou IV              | rei                                     | Tonga           | n. 1918     |     |
| 11 de Setembro | Ubiratan Guimarães               | militar e político                      | Brasil          | n. 1943     |     |
| 16 de outubro  | Valentín Paniagua                | presidente                              | Peru            | n. 1936     |     |
| 31 de outubro  | Pieter Willem Botha (P.W. Botha) | presidente                              | África do Sul   | n. 1916     |     |
| 17 de Novembro | Ramez Tebet                      | senador                                 | Brasil          | n. 1936     |     |
| 21 de novembro | Pierre Amine Gemayel             | político                                | Líbano          | n. 1972     |     |
| 29 de Novembro | Nabi Abi Chedid                  | dirigente esportivo e deputado estadual | Brasil          | n. 1932     |     |
| 10 de Dezembro | Augusto Pinochet                 | presidente                              | Chile           | n. 1915     |     |
| 21 de Dezembro | Saparmyrat Nyýazow               | presidente                              | Turquemenistão  | n. 1940     |     |
| 26 de Dezembro | Gerald Ford                      | presidente                              | Estados Unidos  | n. 1913     |     |
| 30 de Dezembro | Saddam Hussein                   | presidente                              | Iraque          | n. 1937     |     |